# U-17-Handball-Europameisterschaft der Frauen 2023
Die 16. U-17-Handball-Europameisterschaft der Frauen wurde vom 3. August bis 13. August 2023 in Montenegro ausgetragen. Veranstalter war die Europäische Handballföderation (EHF). Frankreich gewann zum zweiten Mal diesen Wettbewerb.

## Vorrunde
Die Auslosung der Vorrundengruppen der U-19-Handball-Europameisterschaft der Frauen 2023 fand im Februar 2023 in Österreich statt. In der Vorrunde spielte jede Mannschaft einer Gruppe einmal gegen jedes andere Team in der gleichen Gruppe. Die jeweils besten zwei Mannschaften jeder Gruppe qualifizierten sich für die Hauptrunde, die Gruppendritten und Gruppenvierten qualifizierten sich für die Zwischenrunde.

### Gruppe A
| Pl. | Land        | Sp. | S | U | N | Tore    | Diff. | Punkte |
| --- | ----------- | --- | - | - | - | ------- | ----- | ------ |
| 1.  | Deutschland | 3   | 2 | 1 | 0 | 096:760 | +20   | 05:10  |
| 2.  | Montenegro  | 3   | 1 | 1 | 1 | 066:640 | +2    | 03:30  |
| 3.  | Tschechien  | 3   | 1 | 0 | 2 | 078:860 | −8    | 02:40  |
| 4.  | Island      | 3   | 1 | 0 | 2 | 066:800 | −14   | 02:40  |

Bei Punktgleichheit entschied der direkte Vergleich über die Platzierung.
| 3. August 2023 18:00 Uhr | Montenegro                    | 18:20        | Island                              | Verde Complex, Podgorica Zuschauer: 400 Schiedsrichter: William Weijmans, Rick Wolbertus |
| 3. August 2023 18:00 Uhr | meiste Tore: Nina Ramusović 5 | (7:10)       | meiste Tore: Lydía Gunnþórsdóttir 6 | Verde Complex, Podgorica Zuschauer: 400 Schiedsrichter: William Weijmans, Rick Wolbertus |
| 3. August 2023 18:00 Uhr | Strafen: 4×                   | Spielbericht | Strafen: 5× 1×                      | Verde Complex, Podgorica Zuschauer: 400 Schiedsrichter: William Weijmans, Rick Wolbertus |

| 3. August 2023 20:15 Uhr | Deutschland                     | 39:29        | Tschechien                                          | Verde Complex, Podgorica Zuschauer: 200 Schiedsrichter: Danielo Bozhinovski, Viktor Nachevski |
| 3. August 2023 20:15 Uhr | meiste Tore: Marlene Tucholke 8 | (17:17)      | meiste Tore: Claudia Rampová, Viktorie Pejšová je 5 | Verde Complex, Podgorica Zuschauer: 200 Schiedsrichter: Danielo Bozhinovski, Viktor Nachevski |
| 3. August 2023 20:15 Uhr | Strafen: 4×                     | Spielbericht | Strafen: 2×                                         | Verde Complex, Podgorica Zuschauer: 200 Schiedsrichter: Danielo Bozhinovski, Viktor Nachevski |

| 4. August 2023 18:00 Uhr | Tschechien                     | 21:25        | Montenegro                    | Verde Complex, Podgorica Zuschauer: 350 Schiedsrichter: Andreas Daviknes Borge, Magnus Muri Nygren |
| 4. August 2023 18:00 Uhr | meiste Tore: Claudia Rampová 5 | (10:12)      | meiste Tore: Nina Ramusović 8 | Verde Complex, Podgorica Zuschauer: 350 Schiedsrichter: Andreas Daviknes Borge, Magnus Muri Nygren |
| 4. August 2023 18:00 Uhr | Strafen: 3×                    | Spielbericht | Strafen: 4×                   | Verde Complex, Podgorica Zuschauer: 350 Schiedsrichter: Andreas Daviknes Borge, Magnus Muri Nygren |

| 4. August 2023 20:15 Uhr | Island                              | 24:34        | Deutschland                     | Verde Complex, Podgorica Zuschauer: 300 Schiedsrichter: Zan Puksic, Miha Satler |
| 4. August 2023 20:15 Uhr | meiste Tore: Lydía Gunnþórsdóttir 9 | (12:16)      | meiste Tore: Marlene Tucholke 7 | Verde Complex, Podgorica Zuschauer: 300 Schiedsrichter: Zan Puksic, Miha Satler |
| 4. August 2023 20:15 Uhr | Strafen: 5×                         | Spielbericht | Strafen: 7×                     | Verde Complex, Podgorica Zuschauer: 300 Schiedsrichter: Zan Puksic, Miha Satler |

| 6. August 2023 18:00 Uhr | Deutschland                     | 23:23        | Montenegro                    | Verde Complex, Podgorica Zuschauer: 500 Schiedsrichter: Boris Cipov, Zoran Klus |
| 6. August 2023 18:00 Uhr | meiste Tore: Marlene Tucholke 6 | (12:10)      | meiste Tore: Elena Mitrović 7 | Verde Complex, Podgorica Zuschauer: 500 Schiedsrichter: Boris Cipov, Zoran Klus |
| 6. August 2023 18:00 Uhr | Strafen: 6×                     | Spielbericht | Strafen: 2×                   | Verde Complex, Podgorica Zuschauer: 500 Schiedsrichter: Boris Cipov, Zoran Klus |

| 6. August 2023 20:15 Uhr | Tschechien                      | 28:22        | Island                                  | Verde Complex, Podgorica Zuschauer: 300 Schiedsrichter: Mihai Pârvu, Mihai Potîrniche |
| 6. August 2023 20:15 Uhr | meiste Tore: Tereza Filípková 8 | (16:7)       | meiste Tore: Dagmar Guðrún Pálsdóttir 6 | Verde Complex, Podgorica Zuschauer: 300 Schiedsrichter: Mihai Pârvu, Mihai Potîrniche |
| 6. August 2023 20:15 Uhr | Strafen: 5× 1×                  | Spielbericht | Strafen: 1×                             | Verde Complex, Podgorica Zuschauer: 300 Schiedsrichter: Mihai Pârvu, Mihai Potîrniche |

### Gruppe B
| Pl. | Land     | Sp. | S | U | N | Tore    | Diff. | Punkte |
| --- | -------- | --- | - | - | - | ------- | ----- | ------ |
| 1.  | Kroatien | 3   | 3 | 0 | 0 | 091:650 | +26   | 06:00  |
| 2.  | Serbien  | 3   | 1 | 0 | 2 | 069:730 | −4    | 02:40  |
| 3.  | Schweiz  | 3   | 1 | 0 | 2 | 072:790 | −7    | 02:40  |
| 4.  | Schweden | 3   | 1 | 0 | 2 | 077:920 | −15   | 02:40  |

Bei Punktgleichheit entschied der direkte Vergleich über die Platzierung.
| 3. August 2023 13:00 Uhr | Kroatien                    | 34:26        | Schweden                      | Verde Complex, Podgorica Zuschauer: 100 Schiedsrichter: Ioannis Fotakidis, Charalampos Kinatzidis |
| 3. August 2023 13:00 Uhr | meiste Tore: Lucija Renić 8 | (15:16)      | meiste Tore: Hanna Lundvall 6 | Verde Complex, Podgorica Zuschauer: 100 Schiedsrichter: Ioannis Fotakidis, Charalampos Kinatzidis |
| 3. August 2023 13:00 Uhr | Strafen: 3×                 | Spielbericht | Strafen: 4×                   | Verde Complex, Podgorica Zuschauer: 100 Schiedsrichter: Ioannis Fotakidis, Charalampos Kinatzidis |

| 3. August 2023 15:15 Uhr | Schweiz                    | 23:21        | Serbien                           | Verde Complex, Podgorica Zuschauer: 100 Schiedsrichter: Andreas Daviknes Borge, Magnus Muri Nygren |
| 3. August 2023 15:15 Uhr | meiste Tore: Era Baumann 8 | (13:8)       | meiste Tore: Nikolina Bulatović 5 | Verde Complex, Podgorica Zuschauer: 100 Schiedsrichter: Andreas Daviknes Borge, Magnus Muri Nygren |
| 3. August 2023 15:15 Uhr | Strafen: 7×                | Spielbericht | Strafen: 8×                       | Verde Complex, Podgorica Zuschauer: 100 Schiedsrichter: Andreas Daviknes Borge, Magnus Muri Nygren |

| 4. August 2023 13:30 Uhr | Serbien                     | 20:30        | Kroatien                    | Verde Complex, Podgorica Zuschauer: 100 Schiedsrichter: Mihai Pârvu, Mihai Potîrniche |
| 4. August 2023 13:30 Uhr | meiste Tore: Sara Radović 7 | (8:13)       | meiste Tore: Lucija Renić 8 | Verde Complex, Podgorica Zuschauer: 100 Schiedsrichter: Mihai Pârvu, Mihai Potîrniche |
| 4. August 2023 13:30 Uhr | Strafen: 5×                 | Spielbericht | Strafen: 7× 1×              | Verde Complex, Podgorica Zuschauer: 100 Schiedsrichter: Mihai Pârvu, Mihai Potîrniche |

| 4. August 2023 15:45 Uhr | Schweden                      | 31:30        | Schweiz                    | Verde Complex, Podgorica Zuschauer: 200 Schiedsrichter: Danielo Bozhinovski, Viktor Nachevski |
| 4. August 2023 15:45 Uhr | meiste Tore: Tuva Jungqvist 7 | (11:17)      | meiste Tore: Era Baumann 9 | Verde Complex, Podgorica Zuschauer: 200 Schiedsrichter: Danielo Bozhinovski, Viktor Nachevski |
| 4. August 2023 15:45 Uhr | Strafen: 2×                   | Spielbericht | Strafen: 2×                | Verde Complex, Podgorica Zuschauer: 200 Schiedsrichter: Danielo Bozhinovski, Viktor Nachevski |

| 6. August 2023 13:30 Uhr | Schweden                      | 20:28        | Serbien                     | Verde Complex, Podgorica Zuschauer: 200 Schiedsrichter: William Weijmans, Rick Wolbertus |
| 6. August 2023 13:30 Uhr | meiste Tore: Tuva Jungqvist 5 | (8:11)       | meiste Tore: Sara Radović 7 | Verde Complex, Podgorica Zuschauer: 200 Schiedsrichter: William Weijmans, Rick Wolbertus |
| 6. August 2023 13:30 Uhr | Strafen: 1×                   | Spielbericht | Strafen: 5×                 | Verde Complex, Podgorica Zuschauer: 200 Schiedsrichter: William Weijmans, Rick Wolbertus |

| 6. August 2023 15:45 Uhr | Kroatien                       | 27:19        | Schweiz                    | Verde Complex, Podgorica Zuschauer: 150 Schiedsrichter: Andreas Daviknes Borge, Magnus Muri Nygren |
| 6. August 2023 15:45 Uhr | meiste Tore: Tara Ðelekovcan 7 | (13:10)      | meiste Tore: Era Baumann 4 | Verde Complex, Podgorica Zuschauer: 150 Schiedsrichter: Andreas Daviknes Borge, Magnus Muri Nygren |
| 6. August 2023 15:45 Uhr | Strafen: 6×                    | Spielbericht | Strafen: 3×                | Verde Complex, Podgorica Zuschauer: 150 Schiedsrichter: Andreas Daviknes Borge, Magnus Muri Nygren |

### Gruppe C
| Pl. | Land        | Sp. | S | U | N | Tore    | Diff. | Punkte |
| --- | ----------- | --- | - | - | - | ------- | ----- | ------ |
| 1.  | Dänemark    | 3   | 3 | 0 | 0 | 075:620 | +13   | 06:00  |
| 2.  | Niederlande | 3   | 1 | 0 | 2 | 063:660 | −3    | 02:40  |
| 3.  | Norwegen    | 3   | 1 | 0 | 2 | 072:750 | −3    | 02:40  |
| 4.  | Portugal    | 3   | 1 | 0 | 2 | 067:740 | −7    | 02:40  |

Bei Punktgleichheit entschied der direkte Vergleich über die Platzierung.
| 3. August 2023 18:00 Uhr | Dänemark                              | 22:18        | Portugal                     | SC Morača, Podgorica Zuschauer: 200 Schiedsrichter: Zan Puksic, Miha Satler |
| 3. August 2023 18:00 Uhr | meiste Tore: Nikoline Skov Johansen 6 | (11:8)       | meiste Tore: Giovana Moniz 5 | SC Morača, Podgorica Zuschauer: 200 Schiedsrichter: Zan Puksic, Miha Satler |
| 3. August 2023 18:00 Uhr | Strafen: 2×                           | Spielbericht | Strafen: 6× 2×               | SC Morača, Podgorica Zuschauer: 200 Schiedsrichter: Zan Puksic, Miha Satler |

| 3. August 2023 20:15 Uhr | Norwegen                       | 18:21        | Niederlande                     | SC Morača, Podgorica Zuschauer: 50 Schiedsrichter: Boris Cipov, Zoran Klus |
| 3. August 2023 20:15 Uhr | meiste Tore: Julie Ellingsen 4 | (10:13)      | meiste Tore: Sophie Exterkate 4 | SC Morača, Podgorica Zuschauer: 50 Schiedsrichter: Boris Cipov, Zoran Klus |
| 3. August 2023 20:15 Uhr | Strafen: 4× 1×                 | Spielbericht | Strafen: 1×                     | SC Morača, Podgorica Zuschauer: 50 Schiedsrichter: Boris Cipov, Zoran Klus |

| 4. August 2023 18:00 Uhr | Niederlande                   | 21:26        | Dänemark                               | SC Morača, Podgorica Zuschauer: 400 Schiedsrichter: Ivo Bošnjak, Josip Marić |
| 4. August 2023 18:00 Uhr | meiste Tore: Fleur Schouten 6 | (12:12)      | meiste Tore: Anne Dolberg Plougstrup 7 | SC Morača, Podgorica Zuschauer: 400 Schiedsrichter: Ivo Bošnjak, Josip Marić |
| 4. August 2023 18:00 Uhr | Strafen: 1× 5×                | Spielbericht | Strafen: 6×                            | SC Morača, Podgorica Zuschauer: 400 Schiedsrichter: Ivo Bošnjak, Josip Marić |

| 4. August 2023 20:15 Uhr | Portugal                     | 27:31        | Norwegen                           | SC Morača, Podgorica Zuschauer: 100 Schiedsrichter: Ioannis Fotakidis, Charalampos Kinatzidis |
| 4. August 2023 20:15 Uhr | meiste Tore: Giovana Moniz 9 | (13:16)      | meiste Tore: Line Strand-Larsen 11 | SC Morača, Podgorica Zuschauer: 100 Schiedsrichter: Ioannis Fotakidis, Charalampos Kinatzidis |
| 4. August 2023 20:15 Uhr | Strafen: 4×                  | Spielbericht | Strafen: 3×                        | SC Morača, Podgorica Zuschauer: 100 Schiedsrichter: Ioannis Fotakidis, Charalampos Kinatzidis |

| 6. August 2023 13:30 Uhr | Dänemark                               | 27:23        | Norwegen                          | SC Morača, Podgorica Zuschauer: 70 Schiedsrichter: Raúl Oyarzun Aylagas, Aritz Zaragüeta Ruiz |
| 6. August 2023 13:30 Uhr | meiste Tore: Anne Dolberg Plougstrup 9 | (11:10)      | meiste Tore: Thea Dyrhol Slenes 6 | SC Morača, Podgorica Zuschauer: 70 Schiedsrichter: Raúl Oyarzun Aylagas, Aritz Zaragüeta Ruiz |
| 6. August 2023 13:30 Uhr | Strafen: 2×                            | Spielbericht | Strafen: 1×                       | SC Morača, Podgorica Zuschauer: 70 Schiedsrichter: Raúl Oyarzun Aylagas, Aritz Zaragüeta Ruiz |

| 6. August 2023 15:45 Uhr | Portugal                        | 22:21        | Niederlande                               | SC Morača, Podgorica Zuschauer: 150 Schiedsrichter: Sabien Weber, Denis Weinquin |
| 6. August 2023 15:45 Uhr | meiste Tore: Clémentine Silva 7 | (9:14)       | meiste Tore: Joy Boers, Maud Horvers je 4 | SC Morača, Podgorica Zuschauer: 150 Schiedsrichter: Sabien Weber, Denis Weinquin |
| 6. August 2023 15:45 Uhr | Strafen: 7×                     | Spielbericht | Strafen: 2× 1×                            | SC Morača, Podgorica Zuschauer: 150 Schiedsrichter: Sabien Weber, Denis Weinquin |

### Gruppe D
| Pl. | Land           | Sp. | S | U | N | Tore     | Diff. | Punkte |
| --- | -------------- | --- | - | - | - | -------- | ----- | ------ |
| 1.  | Frankreich     | 3   | 3 | 0 | 0 | 091:660  | +25   | 06:00  |
| 2.  | Ungarn         | 3   | 2 | 0 | 1 | 0103:770 | +26   | 04:20  |
| 3.  | Rumänien       | 3   | 1 | 0 | 2 | 090:830  | +7    | 02:40  |
| 4.  | Nordmazedonien | 3   | 0 | 0 | 3 | 059:1170 | −58   | 00:60  |

| 3. August 2023 13:30 Uhr | Ungarn                        | 28:33        | Frankreich                 | SC Morača, Podgorica Zuschauer: 50 Schiedsrichter: Ivo Bošnjak, Josip Marić |
| 3. August 2023 13:30 Uhr | meiste Tore: Virág Fazekas 12 | (17:12)      | meiste Tore: Zeina Injai 7 | SC Morača, Podgorica Zuschauer: 50 Schiedsrichter: Ivo Bošnjak, Josip Marić |
| 3. August 2023 13:30 Uhr | Strafen: 6×                   | Spielbericht | Strafen: 5×                | SC Morača, Podgorica Zuschauer: 50 Schiedsrichter: Ivo Bošnjak, Josip Marić |

| 3. August 2023 15:45 Uhr | Rumänien                                                     | 40:27        | Nordmazedonien                 | SC Morača, Podgorica Zuschauer: 50 Schiedsrichter: Raúl Oyarzun Aylagas, Aritz Zaragüeta Ruiz |
| 3. August 2023 15:45 Uhr | meiste Tore: Teodora Lavinia Damian, Maria Emilia Rogoz je 6 | (23:15)      | meiste Tore: Iva Mladenovska 9 | SC Morača, Podgorica Zuschauer: 50 Schiedsrichter: Raúl Oyarzun Aylagas, Aritz Zaragüeta Ruiz |
| 3. August 2023 15:45 Uhr | Strafen: 7× 1×                                               | Spielbericht | Strafen: 4×                    | SC Morača, Podgorica Zuschauer: 50 Schiedsrichter: Raúl Oyarzun Aylagas, Aritz Zaragüeta Ruiz |

| 4. August 2023 13:30 Uhr | Nordmazedonien                  | 17:46        | Ungarn                                     | SC Morača, Podgorica Zuschauer: 100 Schiedsrichter: Sabien Weber, Denis Weinquin |
| 4. August 2023 13:30 Uhr | meiste Tore: Leona Milenkoska 5 | (6:23)       | meiste Tore: Dalma Varga, Laura Himer je 7 | SC Morača, Podgorica Zuschauer: 100 Schiedsrichter: Sabien Weber, Denis Weinquin |
| 4. August 2023 13:30 Uhr | Strafen: 7×                     | Spielbericht | Strafen: 4×                                | SC Morača, Podgorica Zuschauer: 100 Schiedsrichter: Sabien Weber, Denis Weinquin |

| 4. August 2023 15:45 Uhr | Frankreich                       | 27:23        | Rumänien                         | SC Morača, Podgorica Zuschauer: 200 Schiedsrichter: Boris Cipov, Zoran Klus |
| 4. August 2023 15:45 Uhr | meiste Tore: Melissa Chantelle 8 | (15:16)      | meiste Tore: Ana Maria Gavrilă 6 | SC Morača, Podgorica Zuschauer: 200 Schiedsrichter: Boris Cipov, Zoran Klus |
| 4. August 2023 15:45 Uhr | Strafen: 4×                      | Spielbericht | Strafen: 6×                      | SC Morača, Podgorica Zuschauer: 200 Schiedsrichter: Boris Cipov, Zoran Klus |

| 6. August 2023 18:00 Uhr | Ungarn                                                  | 29:27        | Rumänien                              | SC Morača, Podgorica Zuschauer: 500 Schiedsrichter: Ioannis Fotakidis, Charalampos Kinatzidis |
| 6. August 2023 18:00 Uhr | meiste Tore: Virág Fazekas, Renáta Keceli-Mészáros je 8 | (10:15)      | meiste Tore: Teodora Lavinia Damian 7 | SC Morača, Podgorica Zuschauer: 500 Schiedsrichter: Ioannis Fotakidis, Charalampos Kinatzidis |
| 6. August 2023 18:00 Uhr | Strafen: 3×                                             | Spielbericht | Strafen: 6×                           | SC Morača, Podgorica Zuschauer: 500 Schiedsrichter: Ioannis Fotakidis, Charalampos Kinatzidis |

| 6. August 2023 20:15 Uhr | Frankreich                                      | 31:15        | Nordmazedonien                    | SC Morača, Podgorica Zuschauer: 200 Schiedsrichter: Zan Puksic, Miha Satler |
| 6. August 2023 20:15 Uhr | meiste Tore: Blandine Gros, Julilove Andon je 5 | (15:4)       | meiste Tore: Anastasija Trpeska 4 | SC Morača, Podgorica Zuschauer: 200 Schiedsrichter: Zan Puksic, Miha Satler |
| 6. August 2023 20:15 Uhr | Strafen: 3×                                     | Spielbericht | Strafen: 4×                       | SC Morača, Podgorica Zuschauer: 200 Schiedsrichter: Zan Puksic, Miha Satler |

## Hauptrunde
In dieser Runde nahmen die erst- und zweitplatzierten Teams aus der Vorrunde teil. Die Ergebnisse gegen Vorrundengegner wurden mit in die Zwischenrunde genommen.

### Gruppe I
| Pl. | Land        | Sp. | S | U | N | Tore    | Diff. | Punkte |
| --- | ----------- | --- | - | - | - | ------- | ----- | ------ |
| 1.  | Deutschland | 3   | 2 | 1 | 0 | 084:630 | +21   | 05:10  |
| 2.  | Kroatien    | 3   | 2 | 0 | 1 | 079:720 | +7    | 04:20  |
| 3.  | Serbien     | 3   | 1 | 0 | 2 | 059:830 | −24   | 02:40  |
| 4.  | Montenegro  | 3   | 0 | 1 | 2 | 067:710 | −4    | 01:50  |

| 8. August 2023 18:00 Uhr | Kroatien                     | 27:25        | Montenegro                    | Verde Complex, Podgorica Zuschauer: 500 Schiedsrichter: Ioannis Fotakidis, Charalampos Kinatzidis |
| 8. August 2023 18:00 Uhr | meiste Tore: Katja Vuković 8 | (16:13)      | meiste Tore: Nina Ramusović 6 | Verde Complex, Podgorica Zuschauer: 500 Schiedsrichter: Ioannis Fotakidis, Charalampos Kinatzidis |
| 8. August 2023 18:00 Uhr | Strafen: 1×                  | Spielbericht | Strafen: 3×                   | Verde Complex, Podgorica Zuschauer: 500 Schiedsrichter: Ioannis Fotakidis, Charalampos Kinatzidis |

| 8. August 2023 20:15 Uhr | Serbien                     | 18:34        | Deutschland                      | Verde Complex, Podgorica Zuschauer: 230 Schiedsrichter: Andreas Daviknes Borge, Magnus Muri Nygren |
| 8. August 2023 20:15 Uhr | meiste Tore: Sara Radović 6 | (12:17)      | meiste Tore: Ruslana Litvinov 11 | Verde Complex, Podgorica Zuschauer: 230 Schiedsrichter: Andreas Daviknes Borge, Magnus Muri Nygren |
| 8. August 2023 20:15 Uhr | Strafen: 5×                 | Spielbericht | Strafen: 4×                      | Verde Complex, Podgorica Zuschauer: 230 Schiedsrichter: Andreas Daviknes Borge, Magnus Muri Nygren |

| 9. August 2023 18:00 Uhr | Montenegro                                    | 19:21        | Serbien                      | Verde Complex, Podgorica Zuschauer: 400 Schiedsrichter: Mihai Pârvu, Mihai Potîrniche |
| 9. August 2023 18:00 Uhr | meiste Tore: Dunja Jolić, Elena Mitrović je 4 | (9:8)        | meiste Tore: Helena Petrić 6 | Verde Complex, Podgorica Zuschauer: 400 Schiedsrichter: Mihai Pârvu, Mihai Potîrniche |
| 9. August 2023 18:00 Uhr | Strafen: 3×                                   | Spielbericht | Strafen: 1× 4×               | Verde Complex, Podgorica Zuschauer: 400 Schiedsrichter: Mihai Pârvu, Mihai Potîrniche |

| 9. August 2023 20:15 Uhr | Deutschland            | 27:22        | Kroatien                   | Verde Complex, Podgorica Zuschauer: 100 Schiedsrichter: William Weijmans, Rick Wolbertus |
| 9. August 2023 20:15 Uhr | meiste Tore: Kim Ott 6 | (16:13)      | meiste Tore: Antea Čičak 5 | Verde Complex, Podgorica Zuschauer: 100 Schiedsrichter: William Weijmans, Rick Wolbertus |
| 9. August 2023 20:15 Uhr | Strafen: 1×            | Spielbericht | Strafen: 1×                | Verde Complex, Podgorica Zuschauer: 100 Schiedsrichter: William Weijmans, Rick Wolbertus |

### Gruppe II
| Pl. | Land        | Sp. | S | U | N | Tore    | Diff. | Punkte |
| --- | ----------- | --- | - | - | - | ------- | ----- | ------ |
| 1.  | Dänemark    | 3   | 2 | 1 | 0 | 075:650 | +10   | 05:10  |
| 2.  | Frankreich  | 3   | 2 | 0 | 1 | 085:710 | +14   | 04:20  |
| 3.  | Ungarn      | 3   | 1 | 1 | 1 | 086:790 | +7    | 03:30  |
| 4.  | Niederlande | 3   | 0 | 0 | 3 | 061:920 | −31   | 00:60  |

| 8. August 2023 18:00 Uhr | Ungarn                                                                  | 24:24        | Dänemark                               | SC Morača, Podgorica Zuschauer: 300 Schiedsrichter: Danielo Bozhinovski, Viktor Nachevski |
| 8. August 2023 18:00 Uhr | meiste Tore: Veronika Borbála Balogh, Dorina Bristyán, Evelin Szár je 4 | (10:9)       | meiste Tore: Anne Dolberg Plougstrup 8 | SC Morača, Podgorica Zuschauer: 300 Schiedsrichter: Danielo Bozhinovski, Viktor Nachevski |
| 8. August 2023 18:00 Uhr | Strafen: 2×                                                             | Spielbericht | Strafen: 1×                            | SC Morača, Podgorica Zuschauer: 300 Schiedsrichter: Danielo Bozhinovski, Viktor Nachevski |

| 8. August 2023 20:15 Uhr | Frankreich                      | 32:18        | Niederlande                                   | SC Morača, Podgorica Zuschauer: 100 Schiedsrichter: Mihai Pârvu, Mihai Potîrniche |
| 8. August 2023 20:15 Uhr | meiste Tore: Corentine Senant 5 | (17:8)       | meiste Tore: Maud Horvers, Isah Legebeke je 5 | SC Morača, Podgorica Zuschauer: 100 Schiedsrichter: Mihai Pârvu, Mihai Potîrniche |
| 8. August 2023 20:15 Uhr | Strafen: 1× 2×                  | Spielbericht | Strafen: 1×                                   | SC Morača, Podgorica Zuschauer: 100 Schiedsrichter: Mihai Pârvu, Mihai Potîrniche |

| 9. August 2023 18:00 Uhr | Niederlande                 | 22:34        | Ungarn                       | SC Morača, Podgorica Zuschauer: 100 Schiedsrichter: Raúl Oyarzun Aylagas, Aritz Zaragüeta Ruiz |
| 9. August 2023 18:00 Uhr | meiste Tore: Lotus Dekker 6 | (9:17)       | meiste Tore: Virág Fazekas 7 | SC Morača, Podgorica Zuschauer: 100 Schiedsrichter: Raúl Oyarzun Aylagas, Aritz Zaragüeta Ruiz |
| 9. August 2023 18:00 Uhr | Strafen: 1× 3×              | Spielbericht | Strafen: 2×                  | SC Morača, Podgorica Zuschauer: 100 Schiedsrichter: Raúl Oyarzun Aylagas, Aritz Zaragüeta Ruiz |

| 9. August 2023 20:15 Uhr | Dänemark                              | 25:20        | Frankreich                  | SC Morača, Podgorica Zuschauer: 300 Schiedsrichter: Boris Cipov, Zoran Klus |
| 9. August 2023 20:15 Uhr | meiste Tore: Freya Skovlod Hattesen 8 | (8:10)       | meiste Tore: Dawiya Abdou 5 | SC Morača, Podgorica Zuschauer: 300 Schiedsrichter: Boris Cipov, Zoran Klus |
| 9. August 2023 20:15 Uhr | Strafen: 4× 1×                        | Spielbericht | Strafen: 1× 5×              | SC Morača, Podgorica Zuschauer: 300 Schiedsrichter: Boris Cipov, Zoran Klus |

## Finalrunde

### Übersicht
|  | Halbfinale | Halbfinale  | Halbfinale |  |            | Finale           | Finale           | Finale           |
|  |            |             |            |  |            |                  |                  |                  |
|  |            |             |            |  |            |                  |                  |                  |
|  |            | Deutschland | 21         |  |            |                  |                  |                  |
|  |            | Frankreich  | 26         |  |            |                  |                  |                  |
|  |            |             |            |  | Frankreich | 24               |                  |                  |
|  |            |             |            |  |            | Dänemark         | 19               |                  |
|  |            | Dänemark    | 21         |  |            |                  |                  |                  |
|  |            | Kroatien    | 20         |  |            | Spiel um Platz 3 | Spiel um Platz 3 | Spiel um Platz 3 |
|  |            |             |            |  |            |                  | Deutschland      | 31               |
|  |            | Kroatien    | 27         |  |            |                  |                  |                  |
|  |            |             |            |  |            |                  |                  |                  |

### Halbfinale
| 11. August 2023 18:00 Uhr | Deutschland                     | 21:26        | Frankreich                     | Verde Complex, Podgorica Zuschauer: 400 Schiedsrichter: Danielo Bozhinovski, Viktor Nachevski |
| 11. August 2023 18:00 Uhr | meiste Tore: Ruslana Litvinov 5 | (14:15)      | meiste Tore: Kingue Prunelle 5 | Verde Complex, Podgorica Zuschauer: 400 Schiedsrichter: Danielo Bozhinovski, Viktor Nachevski |
| 11. August 2023 18:00 Uhr | Strafen: 1× 2×                  | Spielbericht | Strafen: 1×                    | Verde Complex, Podgorica Zuschauer: 400 Schiedsrichter: Danielo Bozhinovski, Viktor Nachevski |

| 11. August 2023 20:15 Uhr | Dänemark                                                         | 21:20        | Kroatien                                         | Verde Complex, Podgorica Zuschauer: 500 Schiedsrichter: Raúl Oyarzun Aylagas, Aritz Zaragüeta Ruiz |
| 11. August 2023 20:15 Uhr | meiste Tore: Freya Skovlod Hattesen, Andrea Bjertrup Jensen je 4 | (14:12)      | meiste Tore: Ivana Fratnik, Tara Ðelekovcan je 5 | Verde Complex, Podgorica Zuschauer: 500 Schiedsrichter: Raúl Oyarzun Aylagas, Aritz Zaragüeta Ruiz |
| 11. August 2023 20:15 Uhr | Strafen: 1×                                                      | Spielbericht | Strafen: 1× 4×                                   | Verde Complex, Podgorica Zuschauer: 500 Schiedsrichter: Raúl Oyarzun Aylagas, Aritz Zaragüeta Ruiz |

### Spiel um Platz 3
| 13. August 2023 15:45 Uhr | Deutschland            | 31:27        | Kroatien                                    | Verde Complex, Podgorica Zuschauer: 300 Schiedsrichter: Mihai Pârvu, Mihai Potîrniche |
| 13. August 2023 15:45 Uhr | meiste Tore: Kim Ott 6 | (17:13)      | meiste Tore: Antea Čičak, Lucija Renić je 6 | Verde Complex, Podgorica Zuschauer: 300 Schiedsrichter: Mihai Pârvu, Mihai Potîrniche |
| 13. August 2023 15:45 Uhr | Strafen: 1× 5×         | Spielbericht | Strafen: 5×                                 | Verde Complex, Podgorica Zuschauer: 300 Schiedsrichter: Mihai Pârvu, Mihai Potîrniche |

### Finale
| 13. August 2023 18:00 Uhr | Frankreich                  | 24:19        | Dänemark                                | Verde Complex, Podgorica Zuschauer: 500 Schiedsrichter: Boris Cipov, Zoran Klus |
| 13. August 2023 18:00 Uhr | meiste Tore: Dawiya Abdou 4 | (12:9)       | meiste Tore: Andrea Vejsgaard Bugtrup 4 | Verde Complex, Podgorica Zuschauer: 500 Schiedsrichter: Boris Cipov, Zoran Klus |
| 13. August 2023 18:00 Uhr | Strafen: 1× 4×              | Spielbericht | Strafen: 2×                             | Verde Complex, Podgorica Zuschauer: 500 Schiedsrichter: Boris Cipov, Zoran Klus |

## Zwischenrunde
In dieser Runde nahmen die dritt- und viertplatzierten Teams aus der Vorrunde teil. Die Ergebnisse gegen Vorrundengegner wurden mit in die Zwischenrunde genommen.

### Gruppe III
| Pl. | Land       | Sp. | S | U | N | Tore    | Diff. | Punkte |
| --- | ---------- | --- | - | - | - | ------- | ----- | ------ |
| 1.  | Tschechien | 3   | 3 | 0 | 0 | 089:760 | +13   | 06:00  |
| 2.  | Schweden   | 3   | 2 | 0 | 1 | 092:830 | +9    | 04:20  |
| 3.  | Schweiz    | 3   | 1 | 0 | 2 | 082:830 | −1    | 02:40  |
| 4.  | Island     | 3   | 0 | 0 | 3 | 066:870 | −21   | 00:60  |

| 8. August 2023 13:30 Uhr | Schweden                     | 27:30        | Tschechien                       | Verde Complex, Podgorica Zuschauer: 160 Schiedsrichter: Raúl Oyarzun Aylagas, Aritz Zaragüeta Ruiz |
| 8. August 2023 13:30 Uhr | meiste Tore: Nova Huselius 5 | (14:16)      | meiste Tore: Tereza Filípková 13 | Verde Complex, Podgorica Zuschauer: 160 Schiedsrichter: Raúl Oyarzun Aylagas, Aritz Zaragüeta Ruiz |
| 8. August 2023 13:30 Uhr | Strafen: 2×                  | Spielbericht | Strafen: 4×                      | Verde Complex, Podgorica Zuschauer: 160 Schiedsrichter: Raúl Oyarzun Aylagas, Aritz Zaragüeta Ruiz |

| 8. August 2023 15:45 Uhr | Schweiz                            | 25:21        | Island                                                                  | Verde Complex, Podgorica Zuschauer: 150 Schiedsrichter: Sabien Weber, Denis Weinquin |
| 8. August 2023 15:45 Uhr | meiste Tore: Yara-Ladina Brunett 6 | (13:12)      | meiste Tore: Rakel Dórothea Ágústsdóttir, Dagmar Guðrún Pálsdóttir je 5 | Verde Complex, Podgorica Zuschauer: 150 Schiedsrichter: Sabien Weber, Denis Weinquin |
| 8. August 2023 15:45 Uhr | Strafen: 7×                        | Spielbericht | Strafen: 1× 5×                                                          | Verde Complex, Podgorica Zuschauer: 150 Schiedsrichter: Sabien Weber, Denis Weinquin |

| 9. August 2023 13:30 Uhr | Island                                                                | 23:34        | Schweden                       | Verde Complex, Podgorica Zuschauer: 100 Schiedsrichter: Ivo Bošnjak, Josip Marić |
| 9. August 2023 13:30 Uhr | meiste Tore: Rakel Dórothea Ágústsdóttir, Ágústa Rún Jónasdóttir je 5 | (14:15)      | meiste Tore: Hanna Lundvall 13 | Verde Complex, Podgorica Zuschauer: 100 Schiedsrichter: Ivo Bošnjak, Josip Marić |
| 9. August 2023 13:30 Uhr | Strafen: 1× 6× 1×                                                     | Spielbericht | Strafen: 1×                    | Verde Complex, Podgorica Zuschauer: 100 Schiedsrichter: Ivo Bošnjak, Josip Marić |

| 9. August 2023 15:45 Uhr | Tschechien                                           | 31:27        | Schweiz                    | Verde Complex, Podgorica Zuschauer: 100 Schiedsrichter: Danielo Bozhinovski, Viktor Nachevski |
| 9. August 2023 15:45 Uhr | meiste Tore: Viktorie Pejšová, Tereza Filípková je 7 | (15:12)      | meiste Tore: Era Baumann 9 | Verde Complex, Podgorica Zuschauer: 100 Schiedsrichter: Danielo Bozhinovski, Viktor Nachevski |
| 9. August 2023 15:45 Uhr | Strafen: 4×                                          | Spielbericht | Strafen: 4×                | Verde Complex, Podgorica Zuschauer: 100 Schiedsrichter: Danielo Bozhinovski, Viktor Nachevski |

### Gruppe IV
| Pl. | Land           | Sp. | S | U | N | Tore     | Diff. | Punkte |
| --- | -------------- | --- | - | - | - | -------- | ----- | ------ |
| 1.  | Rumänien       | 3   | 3 | 0 | 0 | 0104:780 | +26   | 06:00  |
| 2.  | Norwegen       | 3   | 2 | 0 | 1 | 090:810  | +9    | 04:20  |
| 3.  | Portugal       | 3   | 1 | 0 | 2 | 087:750  | +12   | 02:40  |
| 4.  | Nordmazedonien | 3   | 0 | 0 | 3 | 061:1080 | −47   | 00:60  |

| 8. August 2023 13:30 Uhr | Nordmazedonien                 | 21:32        | Norwegen                                  | SC Morača, Podgorica Zuschauer: 200 Schiedsrichter: William Weijmans, Rick Wolbertus |
| 8. August 2023 13:30 Uhr | meiste Tore: Iva Mladenovska 7 | (11:15)      | meiste Tore: Vanessa Bråten Gulbrandsen 7 | SC Morača, Podgorica Zuschauer: 200 Schiedsrichter: William Weijmans, Rick Wolbertus |
| 8. August 2023 13:30 Uhr | Strafen: 1× 5×                 | Spielbericht | Strafen: 2×                               | SC Morača, Podgorica Zuschauer: 200 Schiedsrichter: William Weijmans, Rick Wolbertus |

| 8. August 2023 15:45 Uhr | Rumänien                              | 31:24        | Portugal                          | SC Morača, Podgorica Zuschauer: 100 Schiedsrichter: Ivo Bošnjak, Josip Marić |
| 8. August 2023 15:45 Uhr | meiste Tore: Teodora Lavinia Damian 7 | (11:9)       | meiste Tore: Francisca Pinheiro 7 | SC Morača, Podgorica Zuschauer: 100 Schiedsrichter: Ivo Bošnjak, Josip Marić |
| 8. August 2023 15:45 Uhr | Strafen: 5×                           | Spielbericht | Strafen: 7× 1×                    | SC Morača, Podgorica Zuschauer: 100 Schiedsrichter: Ivo Bošnjak, Josip Marić |

| 9. August 2023 13:30 Uhr | Portugal                     | 36:13        | Nordmazedonien                                     | SC Morača, Podgorica Zuschauer: 50 Schiedsrichter: Sabien Weber, Denis Weinquin |
| 9. August 2023 13:30 Uhr | meiste Tore: Giovana Moniz 6 | (14:8)       | meiste Tore: Mihaela Kraleva, Iva Mladenovska je 3 | SC Morača, Podgorica Zuschauer: 50 Schiedsrichter: Sabien Weber, Denis Weinquin |
| 9. August 2023 13:30 Uhr | Strafen: 4×                  | Spielbericht | Strafen: 3×                                        | SC Morača, Podgorica Zuschauer: 50 Schiedsrichter: Sabien Weber, Denis Weinquin |

| 9. August 2023 15:45 Uhr | Norwegen                            | 27:33        | Rumänien                                | SC Morača, Podgorica Zuschauer: 200 Schiedsrichter: Zan Puksic, Miha Satler |
| 9. August 2023 15:45 Uhr | meiste Tore: Marie Mikaelsen Kvia 8 | (13:15)      | meiste Tore: Enryka Valentina Bodijar 7 | SC Morača, Podgorica Zuschauer: 200 Schiedsrichter: Zan Puksic, Miha Satler |
| 9. August 2023 15:45 Uhr | Strafen: 5×                         | Spielbericht | Strafen: 5×                             | SC Morača, Podgorica Zuschauer: 200 Schiedsrichter: Zan Puksic, Miha Satler |

## Platzierungsspiele

### Playoff um Platz 13–16
| 11. August 2023 13:30 Uhr | Schweiz                     | 32:31        | Nordmazedonien                 | SC Morača, Podgorica Zuschauer: 100 Schiedsrichter: Andreas Daviknes Borge, Magnus Muri Nygren |
| 11. August 2023 13:30 Uhr | meiste Tore: Era Baumann 11 | (15:14)      | meiste Tore: Iva Mladenovska 9 | SC Morača, Podgorica Zuschauer: 100 Schiedsrichter: Andreas Daviknes Borge, Magnus Muri Nygren |
| 11. August 2023 13:30 Uhr | Strafen: 3×                 | Spielbericht | Strafen: 7×                    | SC Morača, Podgorica Zuschauer: 100 Schiedsrichter: Andreas Daviknes Borge, Magnus Muri Nygren |

| 11. August 2023 15:45 Uhr | Portugal                                                             | 28:22        | Island                                  | SC Morača, Podgorica Zuschauer: 200 Schiedsrichter: William Weijmans, Rick Wolbertus |
| 11. August 2023 15:45 Uhr | meiste Tore: Clémentine Silva, Teresa Pinto, Francisca Pinheiro je 6 | (14:14)      | meiste Tore: Dagmar Guðrún Pálsdóttir 6 | SC Morača, Podgorica Zuschauer: 200 Schiedsrichter: William Weijmans, Rick Wolbertus |
| 11. August 2023 15:45 Uhr | Strafen: 1× 3×                                                       | Spielbericht | Strafen: 1× 3×                          | SC Morača, Podgorica Zuschauer: 200 Schiedsrichter: William Weijmans, Rick Wolbertus |

#### Spiel um Platz 15
| 12. August 2023 11:15 Uhr | Nordmazedonien                 | 25:34        | Island                                   | SC Morača, Podgorica Zuschauer: 48 Schiedsrichter: Zan Puksic, Miha Satler |
| 12. August 2023 11:15 Uhr | meiste Tore: Iva Mladenovska 6 | (12:14)      | meiste Tore: Arna Karitas Eiríksdóttir 6 | SC Morača, Podgorica Zuschauer: 48 Schiedsrichter: Zan Puksic, Miha Satler |
| 12. August 2023 11:15 Uhr | Strafen: 1× 6×                 | Spielbericht | Strafen: 8× 1×                           | SC Morača, Podgorica Zuschauer: 48 Schiedsrichter: Zan Puksic, Miha Satler |

#### Spiel um Platz 13
| 12. August 2023 13:30 Uhr | Schweiz                    | 25:23        | Portugal                        | SC Morača, Podgorica Zuschauer: 100 Schiedsrichter: Ivo Bošnjak, Josip Marić |
| 12. August 2023 13:30 Uhr | meiste Tore: Era Baumann 9 | (8:10)       | meiste Tore: Clémentine Silva 7 | SC Morača, Podgorica Zuschauer: 100 Schiedsrichter: Ivo Bošnjak, Josip Marić |
| 12. August 2023 13:30 Uhr | Strafen: 6×                | Spielbericht | Strafen: 2× 8×                  | SC Morača, Podgorica Zuschauer: 100 Schiedsrichter: Ivo Bošnjak, Josip Marić |

### Playoff um Platz 9–12
| 11. August 2023 18:00 Uhr | Tschechien                      | 21:32        | Norwegen                     | SC Morača, Podgorica Zuschauer: 150 Schiedsrichter: Ivo Bošnjak, Josip Marić |
| 11. August 2023 18:00 Uhr | meiste Tore: Tereza Pazderová 5 | (9:15)       | meiste Tore: Kajsa Helland 6 | SC Morača, Podgorica Zuschauer: 150 Schiedsrichter: Ivo Bošnjak, Josip Marić |
| 11. August 2023 18:00 Uhr | Strafen: 1× 4×                  | Spielbericht | Strafen: 6×                  | SC Morača, Podgorica Zuschauer: 150 Schiedsrichter: Ivo Bošnjak, Josip Marić |

| 11. August 2023 20:15 Uhr | Rumänien                            | 23:29        | Schweden                      | SC Morača, Podgorica Zuschauer: 150 Schiedsrichter: Sabien Weber, Denis Weinquin |
| 11. August 2023 20:15 Uhr | meiste Tore: Gabriela Maria Tulea 6 | (13:12)      | meiste Tore: Hanna Lundvall 7 | SC Morača, Podgorica Zuschauer: 150 Schiedsrichter: Sabien Weber, Denis Weinquin |
| 11. August 2023 20:15 Uhr | Strafen: 6×                         | Spielbericht | Strafen: 5×                   | SC Morača, Podgorica Zuschauer: 150 Schiedsrichter: Sabien Weber, Denis Weinquin |

#### Spiel um Platz 11
| 12. August 2023 15:45 Uhr | Tschechien                     | 25:33        | Rumänien                         | SC Morača, Podgorica Zuschauer: 100 Schiedsrichter: Ioannis Fotakidis, Charalampos Kinatzidis |
| 12. August 2023 15:45 Uhr | meiste Tore: Claudia Rampová 6 | (15:14)      | meiste Tore: Ana Maria Gavrilă 7 | SC Morača, Podgorica Zuschauer: 100 Schiedsrichter: Ioannis Fotakidis, Charalampos Kinatzidis |
| 12. August 2023 15:45 Uhr | Strafen: 6×                    | Spielbericht | Strafen: 3×                      | SC Morača, Podgorica Zuschauer: 100 Schiedsrichter: Ioannis Fotakidis, Charalampos Kinatzidis |

#### Spiel um Platz 9
| 12. August 2023 18:00 Uhr | Norwegen                                                       | 30:35   | Schweden                   | SC Morača, Podgorica Zuschauer: 100 Schiedsrichter: Raúl Oyarzun Aylagas, Aritz Zaragüeta Ruiz |
| 12. August 2023 18:00 Uhr | meiste Tore: Marie Mikaelsen Kvia, Hanna Waaler Lindquist je 6 | (13:15) | meiste Tore: Wilda Rubin 7 | SC Morača, Podgorica Zuschauer: 100 Schiedsrichter: Raúl Oyarzun Aylagas, Aritz Zaragüeta Ruiz |
| 12. August 2023 18:00 Uhr | Spielbericht                                                   |         |                            | SC Morača, Podgorica Zuschauer: 100 Schiedsrichter: Raúl Oyarzun Aylagas, Aritz Zaragüeta Ruiz |

### Playoff um Platz 5–8
| 11. August 2023 13:30 Uhr | Serbien                           | 24:23        | Niederlande                     | Verde Complex, Podgorica Zuschauer: 100 Schiedsrichter: Ioannis Fotakidis, Charalampos Kinatzidis |
| 11. August 2023 13:30 Uhr | meiste Tore: Nikolina Bulatović 5 | (18:11)      | meiste Tore: Sophie Exterkate 7 | Verde Complex, Podgorica Zuschauer: 100 Schiedsrichter: Ioannis Fotakidis, Charalampos Kinatzidis |
| 11. August 2023 13:30 Uhr | Strafen: 4×                       | Spielbericht | Strafen: 5×                     | Verde Complex, Podgorica Zuschauer: 100 Schiedsrichter: Ioannis Fotakidis, Charalampos Kinatzidis |

| 11. August 2023 15:45 Uhr | Ungarn                                | 27:24        | Montenegro                 | Verde Complex, Podgorica Zuschauer: 300 Schiedsrichter: Zan Puksic, Miha Satler |
| 11. August 2023 15:45 Uhr | meiste Tore: Renáta Keceli-Mészáros 7 | (11:12)      | meiste Tore: Dunja Jolić 6 | Verde Complex, Podgorica Zuschauer: 300 Schiedsrichter: Zan Puksic, Miha Satler |
| 11. August 2023 15:45 Uhr | Strafen: 2×                           | Spielbericht | Strafen: 3×                | Verde Complex, Podgorica Zuschauer: 300 Schiedsrichter: Zan Puksic, Miha Satler |

#### Spiel um Platz 7
| 13. August 2023 11:15 Uhr | Niederlande                     | 17:25        | Montenegro                    | Verde Complex, Podgorica Zuschauer: 150 Schiedsrichter: Andreas Daviknes Borge, Magnus Muri Nygren |
| 13. August 2023 11:15 Uhr | meiste Tore: Sophie Exterkate 4 | (8:12)       | meiste Tore: Elena Mitrović 7 | Verde Complex, Podgorica Zuschauer: 150 Schiedsrichter: Andreas Daviknes Borge, Magnus Muri Nygren |
| 13. August 2023 11:15 Uhr | Strafen: 2×                     | Spielbericht | Strafen: 5× 1×                | Verde Complex, Podgorica Zuschauer: 150 Schiedsrichter: Andreas Daviknes Borge, Magnus Muri Nygren |

#### Spiel um Platz 5
| 13. August 2023 13:30 Uhr | Serbien                     | 25:28        | Ungarn                        | Verde Complex, Podgorica Schiedsrichter: William Weijmans, Rick Wolbertus |
| 13. August 2023 13:30 Uhr | meiste Tore: Sara Radović 9 | (15:10)      | meiste Tore: Virág Fazekas 10 | Verde Complex, Podgorica Schiedsrichter: William Weijmans, Rick Wolbertus |
| 13. August 2023 13:30 Uhr | Strafen: 1× 5×              | Spielbericht | Strafen: 1×                   | Verde Complex, Podgorica Schiedsrichter: William Weijmans, Rick Wolbertus |

## Torschützenliste
| Platz | Spieler                 | Team           | Tore |
| ----- | ----------------------- | -------------- | ---- |
| 1.    | Era Baumann             | Schweiz        | 55   |
| 2.    | Virág Fazekas           | Ungarn         | 39   |
| 3.    | Tereza Filípková        | Tschechien     | 37   |
| 3.    | Iva Mladenovska         | Nordmazedonien | 37   |
| 3.    | Sara Radović            | Serbien        | 37   |
| 6.    | Ruslana Litvinov        | Deutschland    | 36   |
| 6.    | Lydía Gunnþórsdóttir    | Island         | 36   |
| 8.    | Hanna Lundvall          | Schweden       | 34   |
| 9.    | Anne Dolberg Plougstrup | Dänemark       | 33   |
| 9.    | Ana Maria Gavrilă       | Rumänien       | 33   |

## All-Star-Team
| Alissa Werle |                         | Anđele Guberinić  |               | Lucija Renić |
|              | Anne Dolberg Plougstrup |                   | Virág Fazekas |              |
|              |                         | Mélissa Chantelly |               |              |
|              |                         | Tatjana Činku     |               |              |

Beste Abwehrspielerin: Ruslana Litvinov 